# Inayatullah Khan
Inayatullah Shah, född 20 oktober 1888 i Kabul, död 12 augusti 1946 i Teheran, var en afghansk shah.
Inayatullah utropades vid brodern Amanullah Khans abdikation den 14 januari 1929 till shah av Afghanistan men fick redan efter tre dagar, den 17 januari, avgå till förmån för den religiöst fundamentalistiske upprorsledaren Habibullah Kalakâni, kallad Bacha Saqqao ("vattenbärarens son").

## Familj

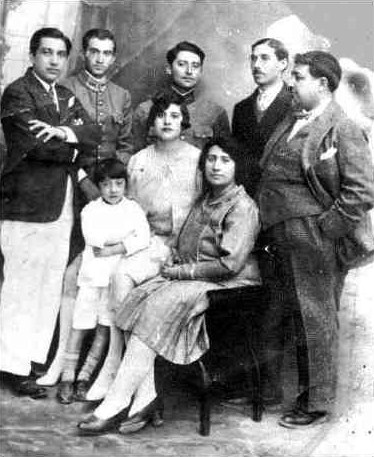
Inayatullah med familj

Inayatullah gifte sig med Khariya, som var dotter till Mahmud Tarzi, i oktober 1910. De fick barnen Khalilullah Seraj (född 1910), Ruhullah Seraj (född 1911, död 1913), Zaynab Seraj, Mastura Seraj, Humaira Seraj, Hamidullah Enayat Seraj (född 1917), Roqya Seraj (född 1918), Hamida Seraj (född 1920), Khayrullah Enayat Seraj (född 1921), Esmatullah Enayat Seraj (född 1922), Latifa Seraj (född 1923), Anisa Seraj (född 1924) och Nafisa Seraj (född 1925).